# Antonín (památný strom)
Antonín je památný strom - jírovec maďal ( Aesculus hippocastanum), který roste asi 90 m západně od Sadové kolonády, 50 m jižně od řeky Teplé v městském lázeňském parku Dvořákovy sady v Karlových Varech. Je pojmenovaný po skladateli Antonínu Dvořákovi. 
Strom má mohutnou, odspodu silně zavětvenou korunu. Obvod kmene měří 448 cm (měření 2010) a jedná se o nejmohutnější jírovec v kraji.
V roce 2010 je uváděno stáří stromu 140 let (Dvořákovy sady byly založeny v letech 1877 až 1878).
Strom je chráněn od roku 2010 jako dendrologicky cenný taxon, významný stářím a vzrůstem.

## Stromy vokolí
- Sadový platan
- Dvořákův platan
- Duby u Richmondu
- Buky hraběte Chotka